# Танака, Тосиаки
Тосиа́ки Тана́ка (24 февраля 1935 года, Хоккайдо — 6 февраля 1998 года) — японский игрок в настольный теннис. Чемпион мира 1955 года в Утрехте и 1957 года в Стокгольме (одиночный разряд), а также трижды командный чемпион мира в период с 1955 по 1957 годы. В 1997 году был введен в Зал Славы Международной федерации настольного тенниса.